# Ptecticus australis
Ptecticus australis är en tvåvingeart som beskrevs av Ignaz Rudolph Schiner 1868. Ptecticus australis ingår i släktet Ptecticus och familjen vapenflugor. Inga underarter finns listade i Catalogue of Life.